# Bahnhof Forst (Lausitz)
Der Bahnhof Forst (Lausitz) ist der Bahnhof der Stadt Forst (Lausitz) im Landkreis Spree-Neiße. Er ist Grenzbahnhof nach Polen. Die gesamte Bahnhofsanlage steht unter Denkmalschutz. Bis Dezember 2014 hielt hier ein EuroCity (Zugpaar Wawel). Bis 1995 bündelten sich in Forst drei Bahnstrecken. Heute wird er im Personenverkehr nur noch durch zwei Regionalbahnlinien bedient (siehe Liste der Bahnstrecken in Brandenburg). Eine Linie verkehrt von Forst über die Oder-Neiße-Grenze.
Der Bahnhof befindet sich etwa einen Kilometer südlich des Forster Stadtzentrums. Die Grenze zu Polen ist ungefähr eineinhalb Kilometer entfernt. Angrenzende Straßen sind die Sorauer Straße und die Berliner Straße. Nächste Betriebsstelle in Richtung Westen ist der rund acht Kilometer entfernt liegende Bahnhof Klinge an der Strecke von Cottbus. In Richtung Osten ist es das in Polen gelegene Zasieki an der Strecke nach Żary und weiter nach Łódź. Forst liegt im Bereich des Verkehrsverbundes Berlin-Brandenburg.

## Geschichte

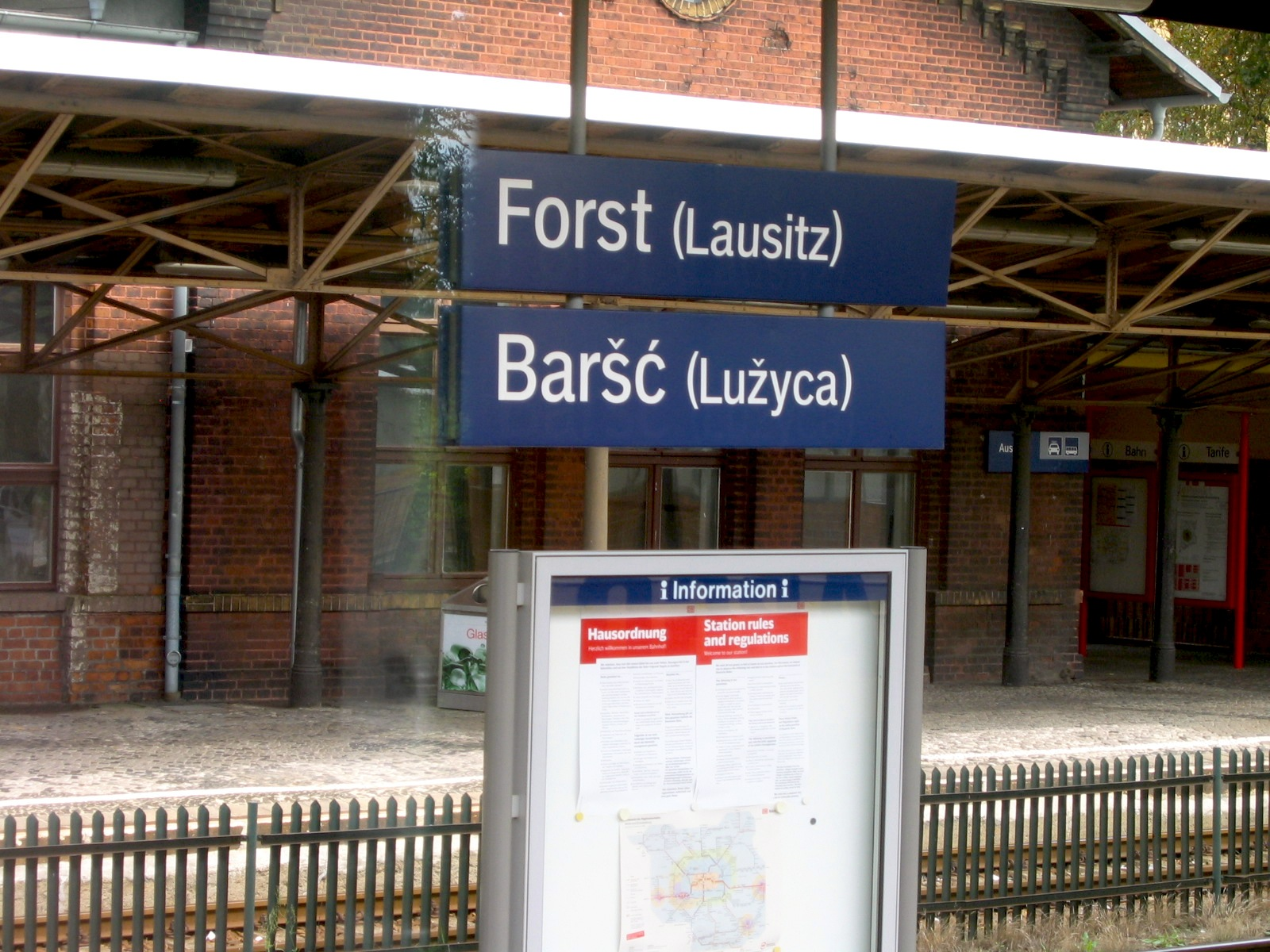
Zweisprachiges Bahnhofsschild

Der Bahnhof Forst (Lausitz) wurde am 30. Juni 1872 in Betrieb genommen. Im Laufe seiner Geschichte änderte sich die Bezeichnung des Bahnhofs mehrfach. Es existierten folgende Namen: Forst, Forst (Laus), Forst (Lausitz), Forst (Niederlausitz) und wieder Forst (Lausitz). Letztere Bezeichnung ist auch für den Oktober 1914 belegt.
Im Juli 2011 wurde damit begonnen, den Bahnhof auf neue Stellwerkstechnik umzustellen. Kurz danach war auch die Sanierung von weiteren Gleise und Weichen fertiggestellt. Der Kosten der gesamten Arbeiten betrugen etwa 6,5 Millionen Euro, was durch den Bund finanziert wurde. Zwischen dem 23. Oktober und dem 5. Dezember 2011 konnte der Bahnhof wegen der Umstellung nicht bedient werden. Zwischen dem Cottbuser Hauptbahnhof und Forst wurde Ersatzverkehr mit Bussen eingerichtet. Die damals noch betriebene EC-Linie 99 und Güterzüge mussten umgeleitet werden. Das alte Stellwerk an der Berliner Straße wurde zur Dienststelle des neuen elektronischen Stellwerks (ESTW). Seit dem 5. Dezember 2011 um 3:30 Uhr wird von ihm aus der Zug- und Rangierbetrieb gesteuert. Vom Bahnhof Forst werden seitdem auch vier Bahnübergänge vom Bahnhof bis hin zur Grenze gesteuert. Die anderen vier alten Stellwerke wurden zurückgebaut. Um einen barrierefreien Zugang zu den Zügen zu ermöglichen, erhöhte man auch die Bahnsteige.
Im November 2014 wurde das Empfangsgebäude für 15.000 Euro versteigert. Von einigen Teilen der Forster Bevölkerung kam der Wunsch auf, dass die Stadt den Bahnhof kauft. Dies wurde aber nicht umgesetzt und ein privater Investor ersteigerte es. Am gleichen Tag wurde der Weiterverkauf für den Preis von 150.000 € angestrebt. Am 6. Oktober 2015 wurde das Empfangsgebäude an einen Bürger der Stadt Forst verkauft.

## Anlagen
Die komplette Bahnhofsanlage besteht aus Empfangsgebäude mit Nebengebäuden, Bahnsteigüberdachungen, Stellwerksgebäude, Wasserturm, Wasserkränen, Viertelrundschuppen, Verwaltungsgebäude und Unterkunftsgebäude. Die meisten Gebäude wurden als Ziegelverblendbauten in den 1880er-Jahren erbaut.

### Bahnsteige und Gleise

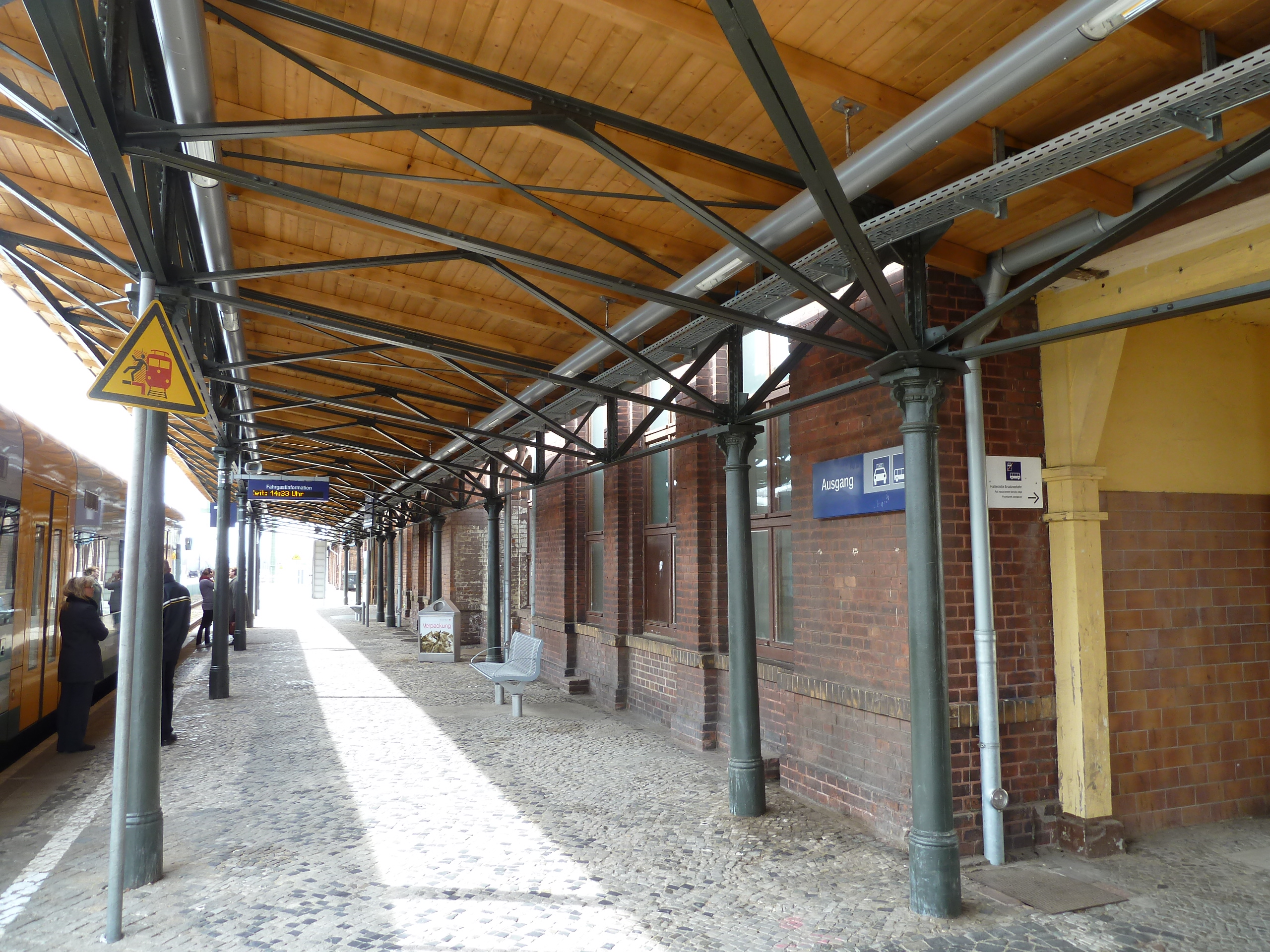
Bahnsteige mit denkmalgeschützter Überdachung

Heute verfügt der Bahnhof Forst über insgesamt fünf Bahnsteiggleise, wovon seit dem Umbau im Jahr 2011 drei für den Personenverkehr zur Verfügung stehen. Unmittelbar am Empfangsgebäude befindet sich ein Seitenbahnsteig, südlich davon befinden sich zwei überdachte Mittelbahnsteige. Die Mittelbahnsteige werden über eine Unterführung erreicht. Die Züge des RB 46, die aus Cottbus kommen, in Forst enden und dann wieder nach Cottbus zurückfahren, halten an den Gleisen 1 und 2.

### Stellwerke
Bis zum Dezember 2011 existierten ein Fahrdienstleiterstellwerk (B4) sowie vier Wärterstellwerke (W1, W2, W3 und W5).
Die Stellwerke W1 und W3 sowie das Fahrdienstleiterstellwerk stehen unter Denkmalschutz. Die Wärterstellwerke wurden 1904 gebaut und sind zweigeschossige Bauten mit Walmdach aus roten und gelben Ziegeln. Das Stellwerk W1 befindet sich rund 100 m südwestlich des Empfangsgebäudes, das Stellwerk W3 südlich der Bahnsteige. Das Fahrdienstleiterstellwerk wurde vor 1914 errichtet und befindet sich östlich des Südbahnsteigs. Es ist zweigeschossig und besteht ebenso aus roten und gelben Ziegeln und hat ein Satteldach.

### Empfangsgebäude
Das Empfangsgebäude wurde um 1875 erbaut und zwischen 1889 und 1892 umgebaut und erweitert. Weitere Umbauarbeiten folgten 1905 und 1913. Das zweigeschossige Gebäude mit Walmdach ist aus roten und gelben Ziegelsteinen gebaut. Unmittelbar am Empfangsgebäude befindet sich eine 1889 erbaute Bahnsteigüberdachung, die wie die Überdachungen auf den Bahnsteigen unter Denkmalschutz steht. Weitere Erweiterungen folgten in den Jahren 1895 und 1920/1929.

### Weitere Anlagen

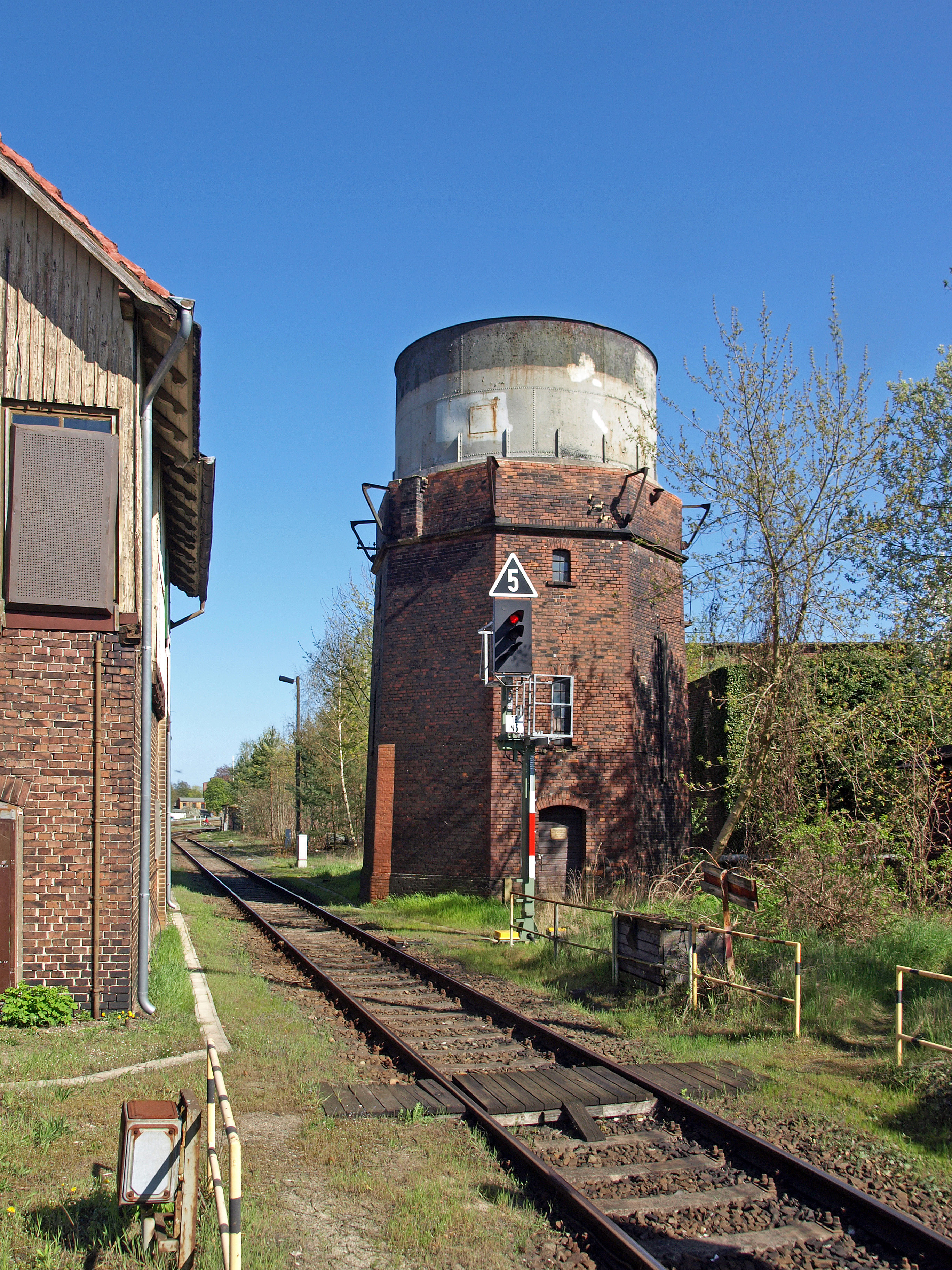
Denkmalgeschützter Wasserturm

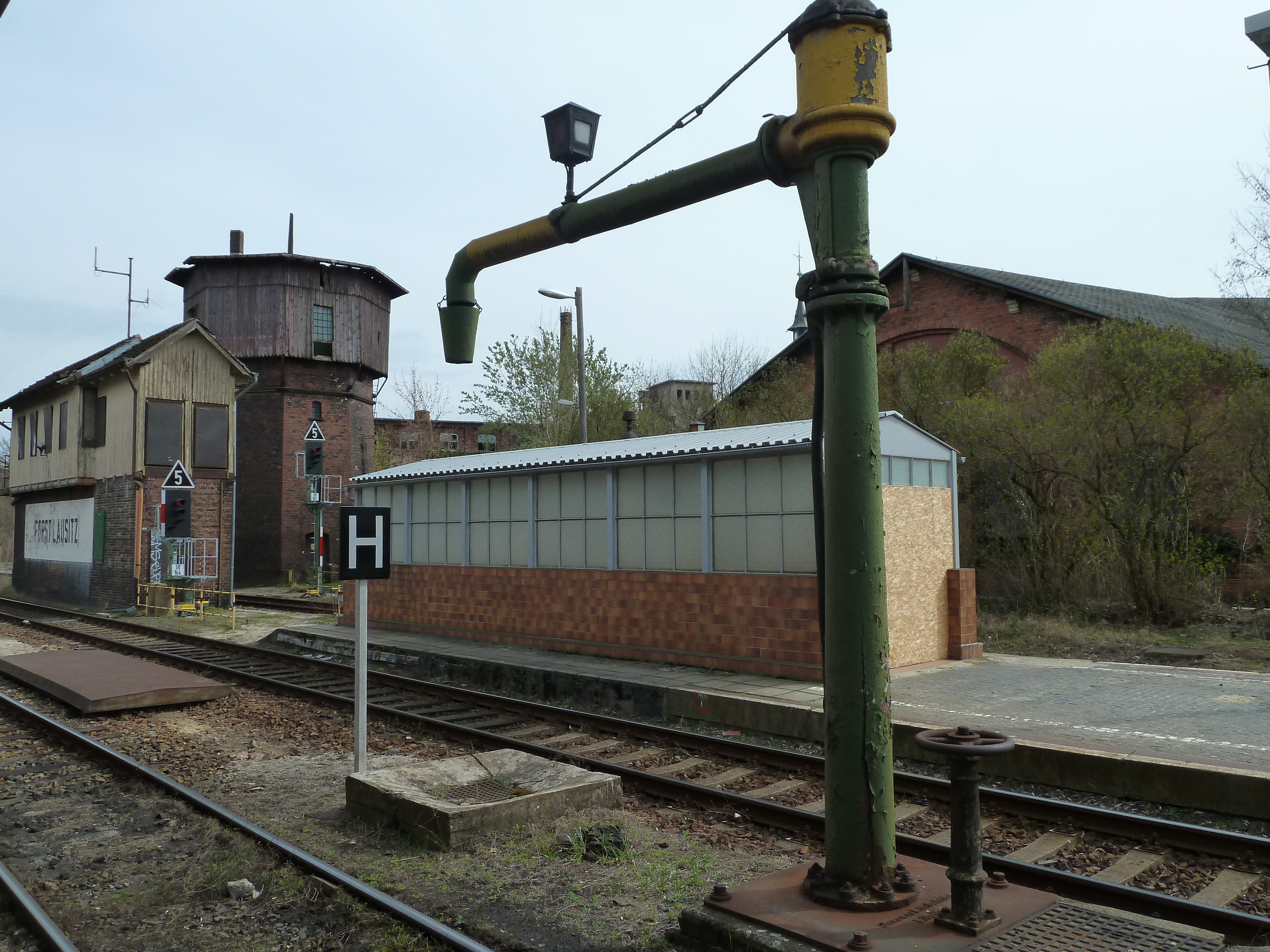
Denkmalgeschützter Wasserkran

Neben dem Gebäude gibt es in Forst noch weitere Bahnanlagen. Dazu zählt ein Toilettenhaus mit Nebengebäuden. Das eingeschossige Haus mit Walmdach, das auch aus roten und gelben Ziegeln erbaut ist, wurde 1913 errichtet. Zudem gibt es im Forster Bahnhof noch einen 1894 errichteten, achteckigen, aus Holz und roten Ziegeln erbauten Wasserturm sowie einen 1895 gebauten Wasserkran aus Gusseisen. 2014 wurde die marode Holzverkleidung des Wasserturmes entfernt.
Der Lokomotivschuppen wurde im Jahr 1894 als eingeschossiger Ziegelbau errichtet, er wurde mittlerweile vom Gleisnetz getrennt.
Südwestlich des Lokschuppens befindet sich ein zweigeschossiges Verwaltungsgebäude aus gelben und roten Ziegeln. Es wurde um 1894 errichtet. Hinzu kommt noch ein weiteres eingeschossiges Unterkunftsgebäude nordwestlich des Lokschuppens. Das um 1895 erbaute Gebäude mit Satteldach ist ausschließlich aus roten Ziegeln erbaut.

## Anbindung
| Linie                    | Verlauf                                                               | Takt                           |
| ------------------------ | --------------------------------------------------------------------- | ------------------------------ |
| RB 46                    | Cottbus – Klinge – Forst (Lausitz)                                    | 60 min Anm.                    |
| RB 93                    | Cottbus – Forst (Lausitz) – Tuplice – Lipinki Łużyckie – Żary – Żagań | 180 min (montags bis freitags) |
| D25 (KD)                 | Wrocław Główny – Legnica – Żagań – Żary – Forst (Lausitz)             | ein Zugpaar am Samstag         |
| Stand: 10. Dezember 2023 |                                                                       |                                |

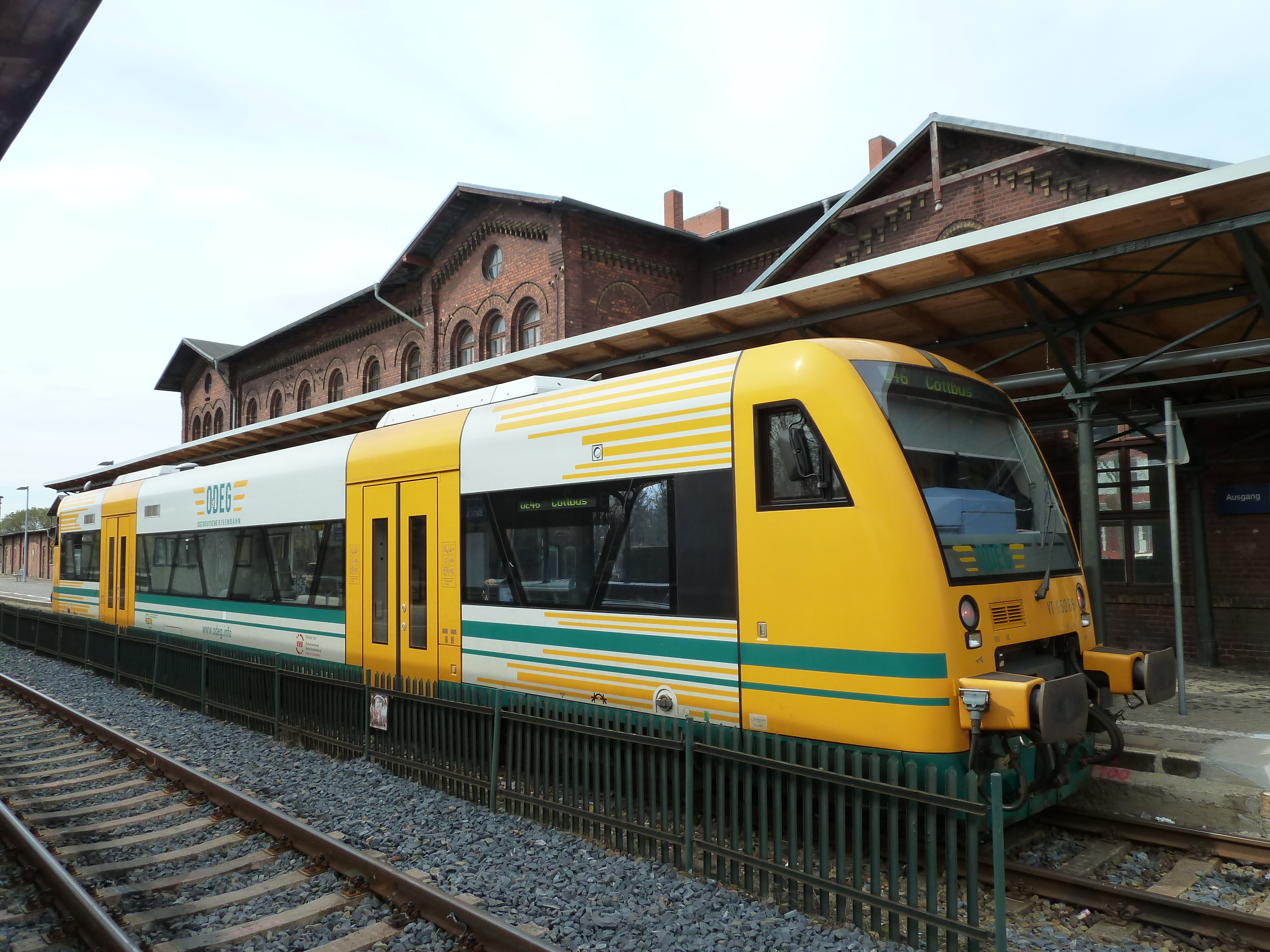
Regionalbahn aus Cottbus

Bis zum Fahrplanwechsel im Dezember 2014 bediente der Eurocity »Wawel« (ein Zugpaar am Tag) von Hamburg über Berlin nach Breslau (früher bis Krakau) den Bahnhof Forst.
Im Busverkehr wird der Bahnhof Forst durch die Linien 850, 851, 853, 854, 855, 858 und 860 bedient.